# Liste der Monuments historiques in Maisons-Alfort
Die Liste der Monuments historiques in Maisons-Alfort führt die Monuments historiques in der französischen Stadt Maisons-Alfort auf.

## Liste der Bauwerke
| Bezeichnung                                              | Beschreibung | Standort                                                                     | Kennzeichnung | Schutzstatus | Datum     | Bild           |
| -------------------------------------------------------- | ------------ | ---------------------------------------------------------------------------- | ------------- | ------------ | --------- | -------------- |
| Château de Charentonneau (Schloss)                       |              | 46, avenue du Maréchal-Foch (Lage)                                           | PA00079885    | Inscrit      | 1929      | weitere Bilder |
| Château de Réghat (Schloss)                              |              | 34, avenue Victor-Hugo (Lage)                                                | PA00079886    | Inscrit      | 1979      | weitere Bilder |
| Cité d’habitations à bon marché du square Dufourmantelle |              | Rue Jean-Jaurès Rue de Rome Avenue de la Liberté Square Gabriel-Fauré (Lage) | PA94000021    | Inscrit      | 2007      | weitere Bilder |
| École nationale vétérinaire d’Alfort                     |              | 7, avenue du Général-de-Gaulle (Lage)                                        | PA00079887    | Inscrit      | 1979 1995 | weitere Bilder |
| Kirche Ste-Agnès                                         |              | 9, avenue du Général-Leclerc Rue Nordling (Lage)                             | PA00079888    | Classé       | 1984      | weitere Bilder |
| Groupe scolaire Jules Ferry                              |              | 216bis–218, rue Jean-Jaurès (Lage)                                           | PA94000016    | Inscrit      | 2002      | weitere Bilder |
| Groupe scolaire Condorcet                                |              | 4, rue de Vénus (Lage)                                                       | PA00133018    | Inscrit      | 1994      | weitere Bilder |
| Usine de la Suze                                         |              | 11–25, avenue du Général-Leclerc (Lage)                                      | PA00125473    | Inscrit      | 1993      |                |

## Liste der Objekte
- Monuments historiques (Objekte) in Maisons-Alfort in der Base Palissy des französischen Kultusministeriums